# Телетов Іван Сергійович
Іва́н Сергі́йович Теле́тов (18 (30) листопада 1878, Астрахань — 30 травня 1947, Харків) — український хімік.

## Біографія
1903 року закінчив Ризький політехнічний інститут.
Від 1912 року професор Новоолександрійського інституту сільського господарства та лісівництва (пізніше Харківський сільськогосподарський інститут імені Докучаєва), а також від 1914 року професор Харківського університету.
1934 року в Харківському університеті організував першу в Україні кафедру та науково-дослідний відділ колоїдної хімії.

## Основні праці
Праці з макро- та мікрогетерогенної каталізи, фізичної хімії та синтезу органічних сполук, технології виготовлення добрив в Україні з місцевої сировини тощо.